# 7人制ラグビー女子ロシア代表
7人制ラグビー女子ロシア代表（英語: Russia women's national rugby sevens team）は、国際大会に派遣される7人制ラグビーの女子ロシア代表チームである。愛称は「シー・ベアーズ (She-Bears)」。
ワールドラグビーセブンズシリーズ、ラグビーワールドカップセブンズなどに出場している。

## 歴史
2013年、ワールドラグビーセブンズシリーズに初昇格。
その後2016年、リオ五輪7人制ラグビー世界最終予選決勝でスペイン代表に敗れリオ五輪出場はならず。
そして2021年、東京五輪最終予選を突破して東京五輪出場権を獲得した。
2022年2月にロシアとベラルーシによるウクライナへの侵攻が起き、ワールドラグビーは、ロシアとベラルーシに対して国際大会および国境を越えたラグビー大会への全面的出場停止とすることを決定した。これにより、ラグビーワールドカップセブンズ2022の予選、女子HSBCワールドラグビーセブンズシリーズ2022への参加が不可能となった。あわせて男子15人制ワールドラグビーチャレンジャーシリーズ2022（ワールドカップ2023出場権をかけたヨーロッパ地区予選）も開催途中で出場停止となり離脱した。

## 成績

### 夏季オリンピック
| 年   | ラウンド     | 順位     | 試       | 勝       | 負       | 分       |
| ---- | ------------ | -------- | -------- | -------- | -------- | -------- |
| 2016 | 出場なし     | 出場なし | 出場なし | 出場なし | 出場なし | 出場なし |
| 2020 | 準々決勝敗退 | 8        | 6        | 2        | 4        | 0        |
| 計   | 優勝 0 回    | 1/2      | 6        | 2        | 4        | 0        |

### ワールドカップ
| 年   | ラウンド                 | 順位 | 試 | 勝 | 負 | 分 |
| ---- | ------------------------ | ---- | -- | -- | -- | -- |
| 2009 | ノックアウトステージ敗退 | 11   | 5  | 2  | 3  | 0  |
| 2013 | カップ準々決勝敗退       | 7    | 5  | 2  | 2  | 1  |
| 2018 | カップ準々決勝敗退       | 8    | 4  | 2  | 2  | 0  |
| 2022 | 出場停止                 | 0    | 0  | 0  | 0  | 0  |
| 計   | 優勝 0回                 | 3/3  | 14 | 6  | 7  | 1  |

### ワールドセブンズシリーズ
- ※コアチームとして在籍したシーズンのみ
- 2013-2014シーズン - 5位
- 2014-2015シーズン - 7位
- 2015-2016シーズン - 7位
- 2016-2017シーズン - 5位
- 2017-2018シーズン - 6位
- 2018-2019シーズン - 7位
- 2019-2020シーズン - 6位

## 直近大会の代表スコッド
東京2020オリンピック競技大会女子ROC選手
1. ダリア・ノリツィナ
2. マリーナ・ポグレブニャク
3. ダリア・シェスタコーヴァ
4. アレナ・チーロン
5. バイザット・クハミドヴァ
6. イアーナ・ダニロワ
7. クリスティナ・セレディナ
8. マリーナ・クキナ
9. ダリア・ルシナ
10. エレナ・ズロコヴァ
11. ナデジダ・ソゾノフ
12. アンナ・バランチュック